# Lukas

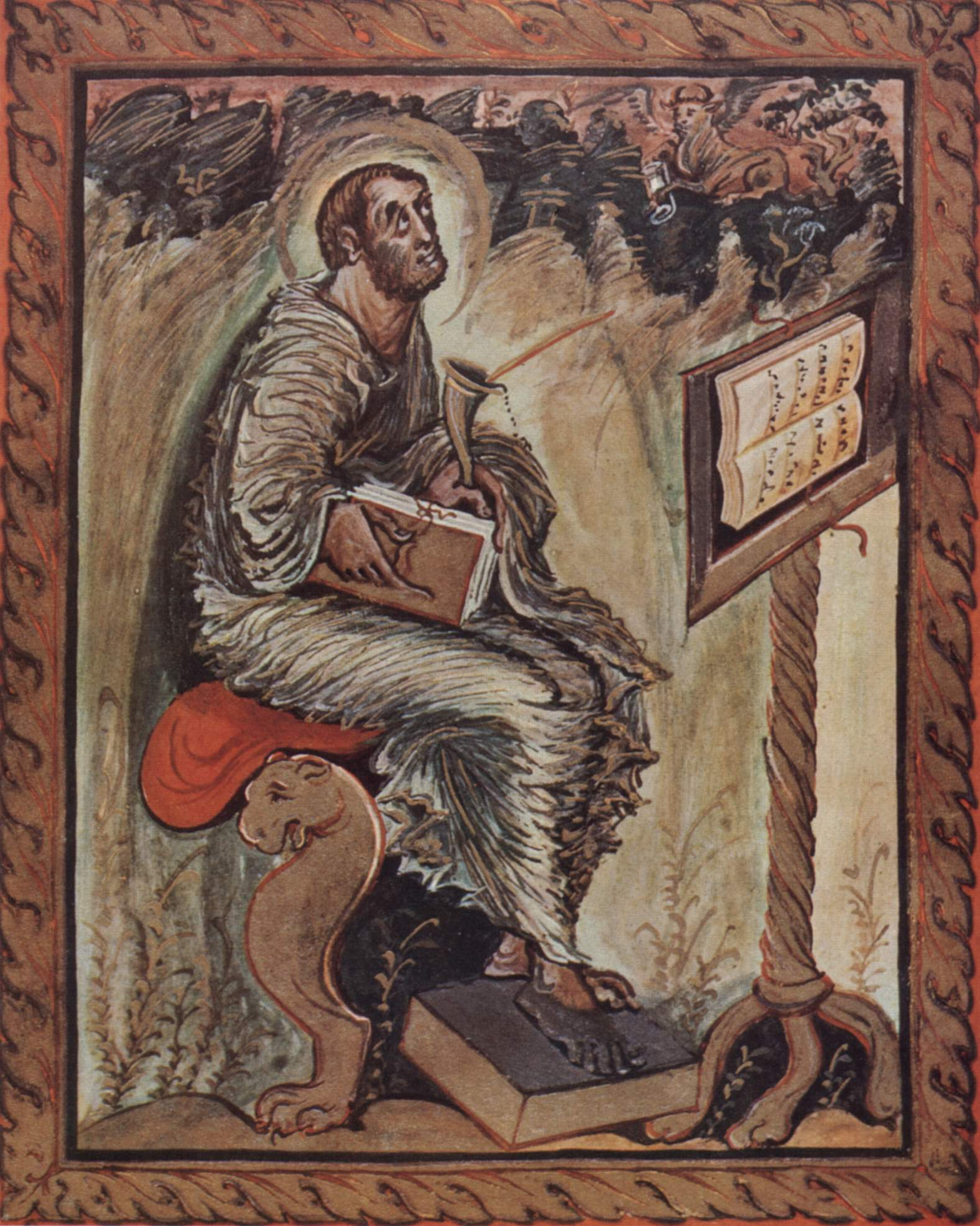
Målning föreställande Lukas

Lukas (grekiska Λουκᾶς Loukãs) är en person i Nya Testamentet. Författarskapet till Lukasevangeliet och Apostlagärningarna (som tvivelsutan har samma författare) tillskrivs traditionellt den Lukas som bland annat följde Paulus till Rom. Denna tradition går att spåra tillbaka till omkring 150 e. Kr. Modern bibelkritisk forskning anser detta mindre troligt, då Lukasevangeliet antas vara författat först 75-90 e. Kr.
Enligt Filemonbrevet var Lukas tillsammans med Paulus och Markus i Rom under Paulus fångenskap där. I Kolosserbrevet (Kol 4:14) kallas han läkare och där liksom i Andra Timotheosbrevet (2 Tim 4:11) och i Filemonbrevet (v.24) beskrivs han som en av Paulus medarbetare. Lukas, förutom att han var evangelist, var läkare till yrket.
Lukas beskrevs av kyrkohistorikerna Eusebios och Hieronymus som grekisk och härstammande från Antiochia, en stad i Syrien, och det anses att han skrivit för en i huvudsak icke-judisk publik. Han omnämns i bibeln som icke-judisk och församlingen i Antiochia är den första med medlemmar som inte är judiska. Till skillnad från de andra evangelisterna - Matteus, Markus och Johannes - hade han troligen inte själv träffat Jesus.
Enligt en medeltida legend, belagd sedan 500-talet skall Lukas ha varit konstnär och bland annat utövat målaryrket, varför han blev målarnas skyddshelgon. Flera ålderdomliga porträtt av Jesus och Maria har uppgetts vara målade av Lukas. Lukas målande Madonnan var under medeltiden ett populärt motiv, mest känt är troligen Rogier van der Weydens version.
Hans evangelistsymbol är en bevingad oxe eller tjur. Symbolen kopplades till honom av kyrkofadern Irenaeus som lät evangelisterna symboliseras av ett bevingat väsen med koppling till deras respektive evangeliums inledning. Lukasevangeliet inleds med hur Johannes Döparens far Sakarias offrar i templet och den bevingade oxen representerar offerdjuret. Lukas festdag firas den 18 oktober.